# Luca Valtorta
Luca Valtorta (Milano, 20 maggio 1964) è un giornalista italiano.

## Biografia
Ha studiato Lingue e Letterature Orientali all'Università Ca' Foscari di Venezia. La passione per la cultura contemporanea giapponese lo porta, qualche anno più avanti, a scrivere, con Alessandro Gomarasca, il libro Sol mutante. Mode, giovani e umori nel Giappone contemporaneo, sulle nuove generazioni del Giappone.
A metà degli anni 80 inizia la carriera giornalistica nel modo più classico, come correttore di bozze per un service editoriale legato ad Arnoldo Mondadori Editore. In quello stesso periodo partecipa, per Shake Edizioni, alla stesura della versione italiana del volume Industrial Culture Handbook della rivista statunitense Re/Search, la più importante a occuparsi delle avanguardie artistiche e della scena underground musicale.
Collabora con varie testate scrivendo di musica e tecnologia in primis, ma anche di cinema e arte. Tra le tante, firma la copertina del secondo numero di Focus con un servizio sui robot e si occupa delle nuove tecnologie per Sette del Corriere della Sera diretto da Carlo Verdelli.
A metà degli anni 90 viene assunto a Tutto Musica dove percorre le tappe interne fino al ruolo di caporedattore. Per il mensile di Arnoldo Mondadori Editore cura, tra l'altro, lo spin off tecnologico Interactive.

## Anni 2000
All'inizio del 2004 gli arrivano, quasi contemporaneamente, tre telefonate: la prima gli propone la condirezione di Rolling Stone, la seconda il ruolo di direttore sviluppo delle iniziative editoriali della Disney, la terza è di Laura Gnocchi, direttore de Il Venerdì de La Repubblica e del settimanale Musica!.
A giugno accetta l'offerta del Gruppo Editoriale L'Espresso che gli mette in mano il progetto di xL, testata che un anno dopo prenderà l'eredità di Musica! e della quale diventa direttore. Nel 2014 la testata da cartacea diventa digitale mentre la pagina Facebook dedicata si aggiudica il nono posto assoluto nella classifica di Blogmeter per "response time" raggiungendo quasi 200.000 fan.
Per xL organizza una serie di eventi e workshop in media partnership con i principali festival italiani e internazionali come l'iTunes Music Festival e l'Eastpak Antidote Tour a Londra, l'Heineken Jammin' Festival, Italia Wave Love Festival, Medimex, Lucca Comics & Games, Napoli Comicon, Neapolis Festival, Romics, Mantova Comics & Games.
Nel 2009 presso il MEI - Meeting delle Etichette Indipendenti, mette in piedi il convegno Il Paese è reale. Che la festa cominci con lo scrittore Niccolò Ammaniti, il direttore di Current TV Paolo Lorenzoni, il musicista Manuel Agnelli degli Afterhours, il disegnatore Lee Bermejo e gli attori della compagnia teatrale Santasangre sullo stato della cultura in Italia e le prospettive di lavoro in campo artistico per le nuove generazioni.
Ha organizzato per il Festival internazionale del giornalismo di Perugia una serie di incontri con vari artisti: Carmen Consoli (2010), Vasco Brondi (2011), Ligabue (2011), Pierpaolo Capovilla (2012), Caparezza (2012), Manuel Agnelli (Afterhours), Roberta Sammarelli (Verdena), Davide Toffolo (Tre Allegri Ragazzi Morti), Giovanni Gulino (Marta sui Tubi), e Tommaso Colliva (Calibro 35) in un dibattito collettivo (2013), Gipi e Appino (2014), Negramaro (2015), Chef Rubio con Zerocalcare (2015), Calcutta (2016), I Cani (2016), Manuel Agnelli (2017), Brunori Sas (2018), Gipi e Gero Arnone (2019), Mahamood (2019).
Per il Medimex (Mediterranean Music Expo) di Bari nel 2011 ha organizzato Chi ha paura della musica? con Franco Battiato, Daniele Silvestri, Caparezza, Pierpaolo Capovilla, Vasco Brondi e Tommaso Colliva.
Nello stesso anno, a Venezia, invitato dall'Università di Lingue e Letterature Orientali Ca' Foscari, ha tenuto la conferenza I Love Death. Desire and Agony in Contemporary Music and Video, presentato in occasione dell'incontro internazionale Death and Desire in Modern and Contemporary Japan.
Per RepIdee, il festival del quotidiano La Repubblica, di cui è caporedattore, ha organizzato nel 2012, a Bologna, una non-stop musicale e di live painting con alcuni tra i principali gruppi emergenti tra cui Tre Allegri Ragazzi Morti, Nobraino, Paolo Benvegnù, Management del Dolore Post-Operatorio, Mellow Mood, Boom Da Bash. A seguire nelle varie edizioni organizza gli incontri più live di Vasco Brondi, Manuel Agnelli, Brunori Sas. E sul fumetto con Gipi, Zerocalcare, Igort, Roberto Recchioni, Michele Pazienza.
Attualmente lavora a Robinson, il settimanale culturale de La Repubblica.

## Opere
- Sol mutante. Mode, giovani e umori nel Giappone contemporaneo (Luca Valtorta, Alessandro Gomarasca; Costa & Nolan, 1999)